# Svafrlami

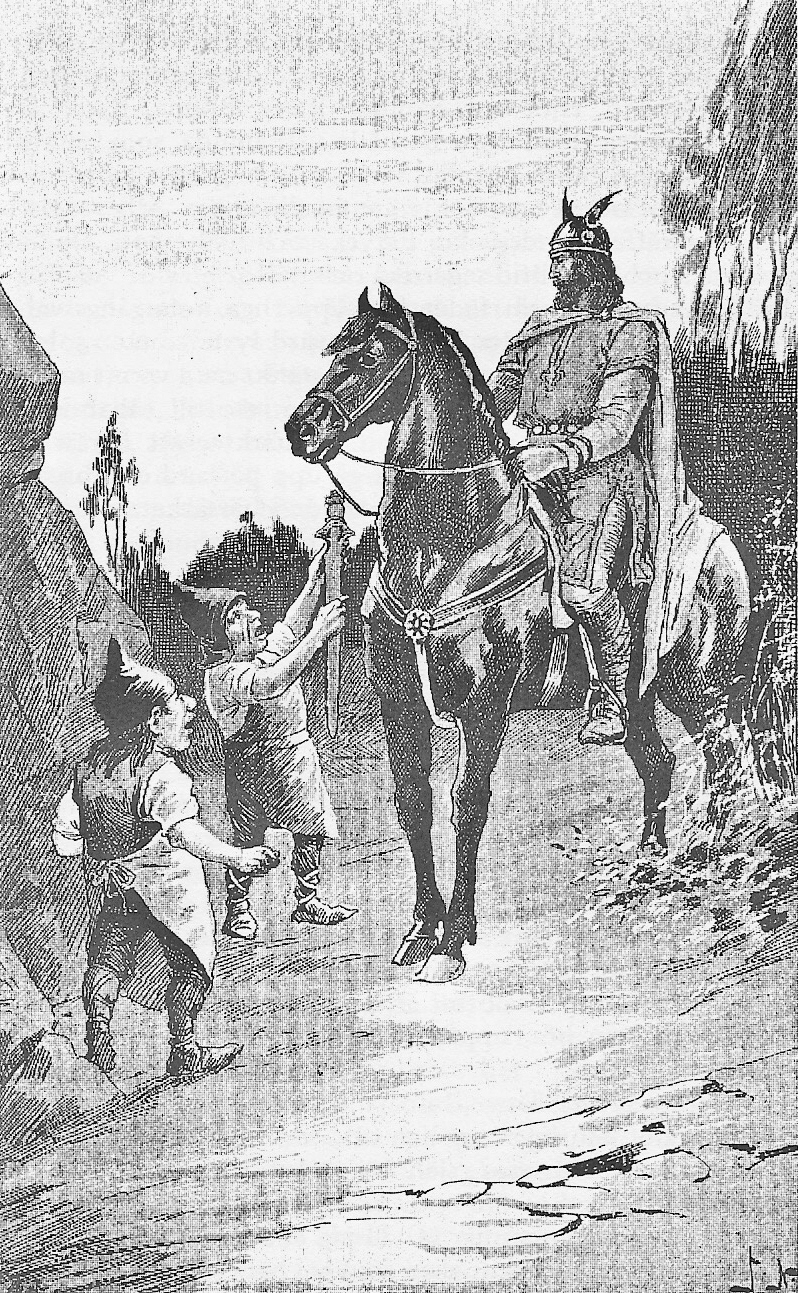
Svafrlami y los enanos, por Jenny Nyström (1895).

Svafrlami, según las versiones H y U de la Saga Hervarar,  era hijo del rey Sigrlami, hijo de  Odín. En la versión R de la misma saga, Svafrlami es el mismo Sigrlami y no se menciona el parentesco. Svafrlami era un caudillo vikingo, rey de Garðaríki y el primer propietario de le espada mágica Tyrfing.
Un día, el rey estaba de caza y en su rutina, cabalgando sobre su corcel encuentra a dos enanos junto a una gran piedra. El monarca los retuvo blandiendo una espada sobre sus cabezas para que no pudieran desaparecer. Los enanos, llamados Dvalin y Durin, preguntaron si podían comprar su libertad a cambio de fabricar una espada mágica. La espada nunca se rompería ni se oxidaría y podría cortar metal y roca tan fácilmente como cortar una tela y siempre otorgaría la victoria a su propietario.
Cuando Svafrlami obtuvo la espada, se dio cuenta de lo exquisita y maravillosa que era y fue llamada Tyrfing. Pero cuando los enanos desaparecieron en la roca, maldijeron el arma de forma que una vez desenvainada debía matar a un hombre, y desembocaría en tres malas acciones que provocarían la ruina del rey.

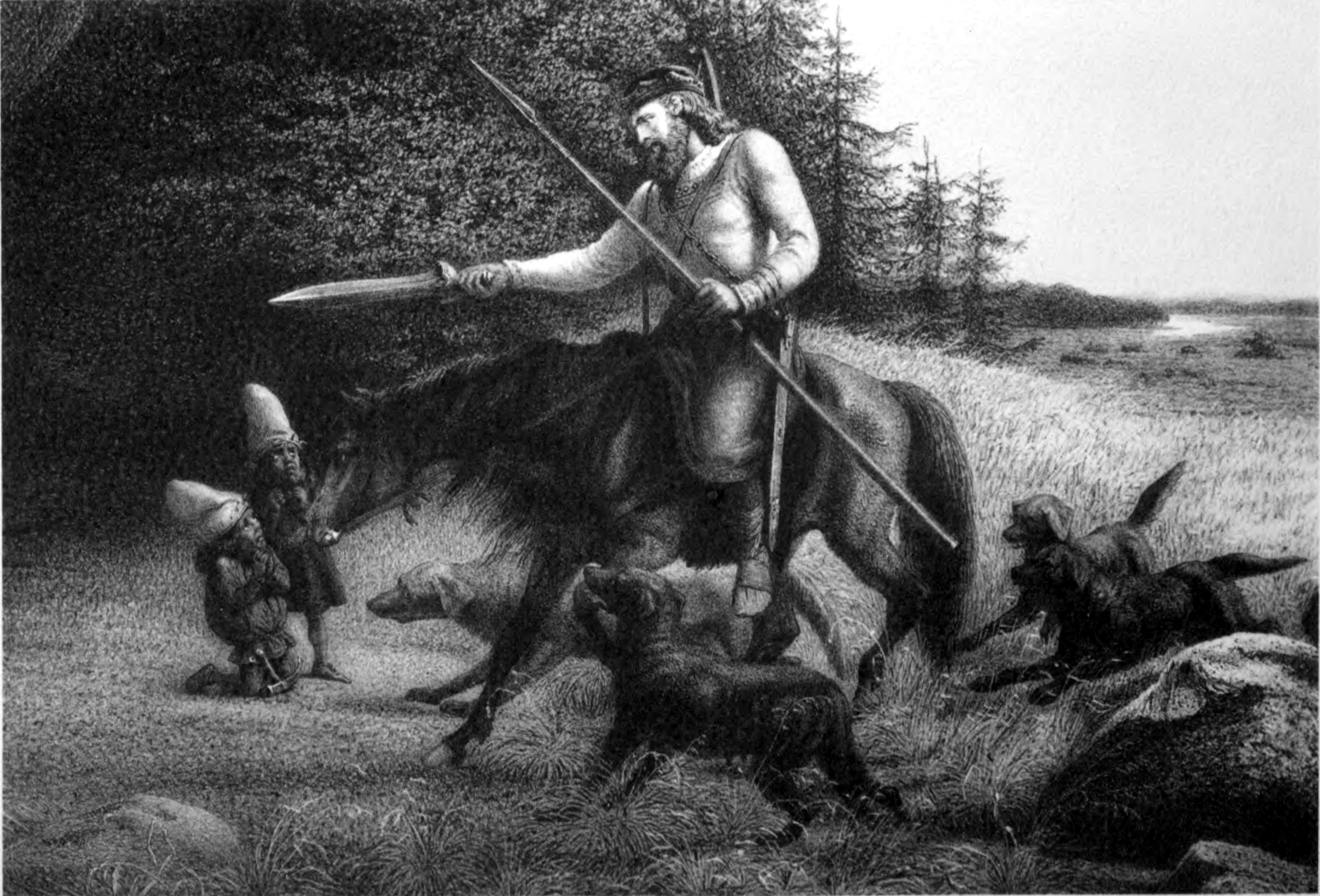
Svafrlami asegura la espada Tyrfing.

Svafrlami se enfrentó al berserker Arngrim. Según las versiones H y U, combatieron. Tyrfing partió el escudo de Arngrim que cayó al suelo y Arngrim le cortó la mano Svafrlami, matando al rey con su propia espada mágica. Arngrim entonces obligó a la hija de Svafrlami, Eyfura, a casarse con él. Según la versión R, Arngrim era un caudillo al servicio del viejo rey y recibió la espaga mágica Tyrfing y la mano de Eyfura por su lealtad.